# Districtul Durrës

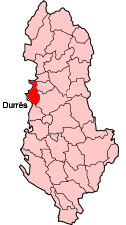
Districtul Durrës în Albania

Districtul Durrës este un district rural în Albania. Are centrul administrativ în Durrës.
1. 1 2 3  GeoNames